# Дырдин (село)
Дырдин (укр. Дирдин) — село в Городищенском районе Черкасской области Украины. Находится на реке Ольшанка (приток Днепра).
Население по переписи 2001 года составляло 1440 человек. Почтовый индекс — 19509. Телефонный код — 4734. Занимает площадь 4,819 км².

## Местный совет
19509, Черкасская обл., Городищенский р-н, с. Дырдин, ул. Устима Жука, 71